# Nemesia lilacina
Nemesia lilacina là một loài thực vật có hoa trong họ Huyền sâm. Loài này được N.E. Br. mô tả khoa học đầu tiên năm 1909.